# Тугово
Тугово (серб. Тугово / Tugovo) — село в общине Власеница Республики Сербской Боснии и Герцеговины. Население составляет 118 человек по переписи 2013 года.